# Julius Weber (Kaufmann)
Julius Weber (* 8. August 1838 in Bubikon; † 30. März 1906 in Zürich) war ein Schweizer Kaufmann und Unternehmer.

## Leben und Werk

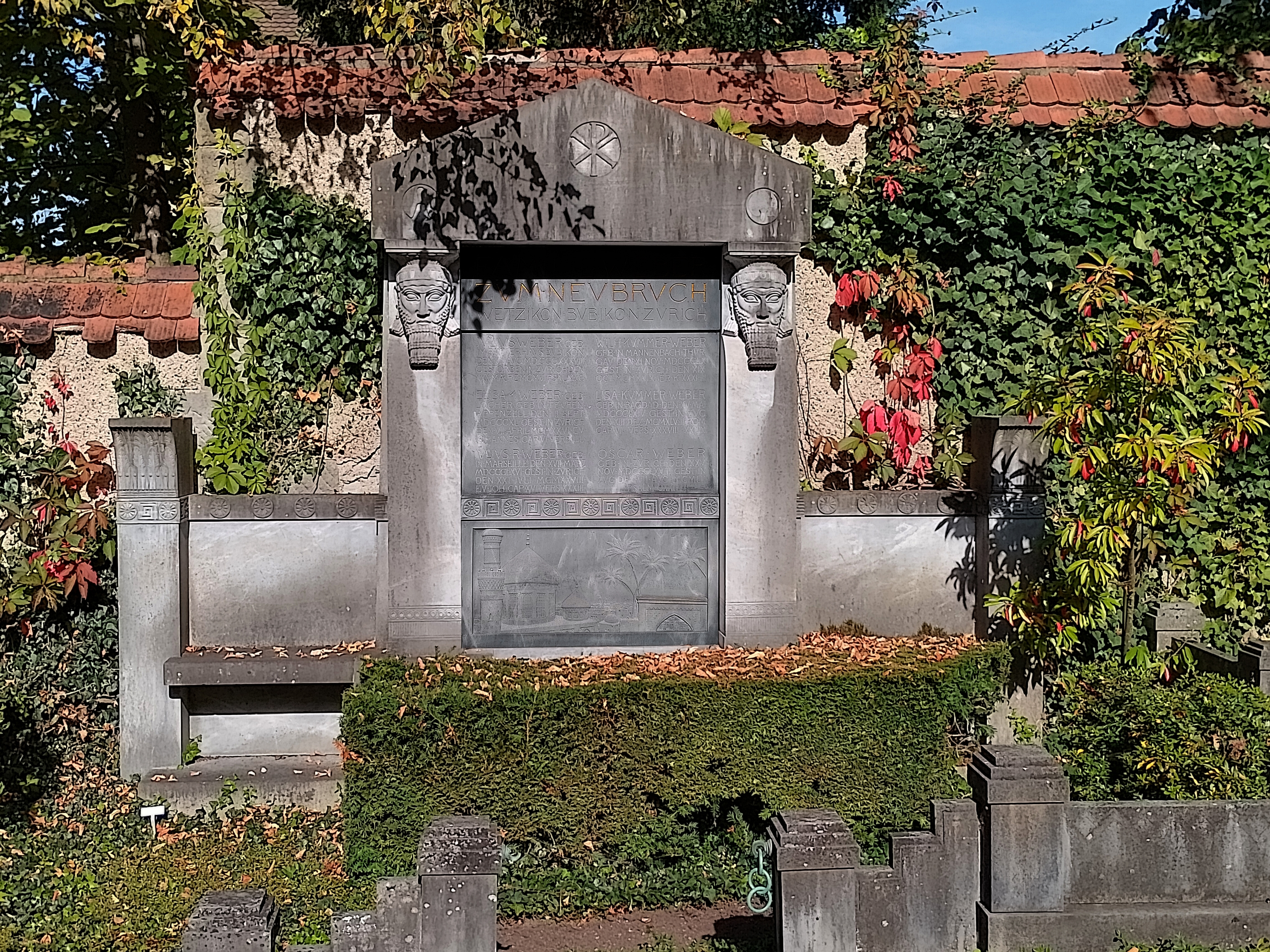
Grab, Friedhof Enzenbühl, Zürich

Julius Weber kam im Ritterhaus Bubikon zur Welt. Als international tätiger Kaufmann übernahm er 1893 mit anderen Liquidatoren die Metallwarenfabrik in Zug. Das Unternehmen leitete er von 1893 bis 1906. Sein Sohn Oscar Weber führte das Unternehmen weiter.
Julius Weber war mit der aus Teufen stammenden Elise, geborene Locher (geb. 3. September 1840; gest. 7. April 1926), verheiratet. Ihre Tochter Lisa (geb. 15. Mai 1864 in Bagdad; gest. 13. Dezember 1948 in Zug) war seit 1910 mit Wilhelm Kummer (geb. 11. November 1860 in Mannenbach; gest. 19. Oktober 1929 in Zürich) verheiratet. Kummer lebte ab 1883 für 25 Jahre in Sumatra. Ein weiterer Sohn war Julius R. (geb. 18. März 1866 in Marseille; gest. 21. Juli 1933 in Zürich).
Ihre letzte Ruhestätte fanden sie auf dem Friedhof Enzenbühl in Zürich.